# Хакі (Естонія)
Хакі (ест. Haki) — село в Естонії, входить до складу волості Риуге, повіту Вирумаа.